# خیشنا
خیشنا (به چکی: Chyšná) یک منطقهٔ مسکونی در جمهوری چک است که در ناحیه پلهریموو واقع شده‌است. خیشنا ۲٫۸۳ کیلومتر مربع مساحت و ۱۱۳ نفر جمعیت دارد و ۴۸۵ متر بالاتر از سطح دریا واقع شده‌است.